# Thành phố cấp phó địa
 Thành phố cấp phó địa hoặc còn được gọi là phó địa cấp thị (tiếng Trung: 副地级市; bính âm: fùdìjíshì) là một đơn vị hành chính không chính thức, xảy ra khi một huyện cấp thị trực thuộc các đơn vị cấp tỉnh mà không qua cấp địa khu.

## Danh sách
Một số phó địa cấp thị tại Trung Hoa đại lục:
- Tế Nguyên (Hà Nam)
- Thiên Môn (Hồ Bắc)
- Tiềm Giang (Hồ Bắc)
- Tiên Đào (Hồ Bắc)
- Ngũ Chỉ Sơn (Hải Nam)
- Đông Phương (Hải Nam)
- Vạn Ninh (Hải Nam)
- Văn Xương (Hải Nam)
- Quỳnh Hải (Hải Nam)

## Trường hợp đặc biệt
Bên cạnh đó, có 9 huyện cấp thị tại Tân Cương có địa vị phó địa cấp thị nhưng lại không do chính quyền Tân Cương quản lý mà do Binh đoàn sản xuất và xây dựng Tân Cương trực tiếp quản lý theo chế độ hợp nhất sư đoàn-thành phố. Mặt khác, Binh đoàn sản xuất và xây dựng Tân Cương cũng có địa vị như một thành phố phó tỉnh tại Tân Cương, chịu sự lãnh đạo song song của Quốc vụ viện Trung Quốc và Đảng ủy khu tự trị Duy Ngô Nhĩ Tân Cương.
- Aral (Tân Cương)
- Côn Ngọc (Tân Cương)
- Bắc Đồn (Tân Cương)
- Ngũ Gia Cừ (Tân Cương)
- Thạch Hà Tử (Tân Cương)
- Thiết Môn Quan (Tân Cương)
- Tumxuk (Tân Cương)
- Kokdala (Tân Cương)
- Song Hà (Tân Cương)